# Sun Bowl 2024
Match précédent Match suivant
Le Sun Bowl 2024 est un match de football américain de niveau universitaire joué après la saison régulière de 2024, le 31 décembre 2024 au Sun Bowl Stadium situé à El Paso dans l'État du Texasaux États-Unis.
Il s'agit de la 91e édition du Sun Bowl.
Le match met en présence l'équipe des Cardinals de Louisville issue de l'Atlantic Coast Conference et l'équipe des Huskies de Washington issue de la Big Ten Conference.
Programmé vers midi locales (20 heures en France) et est retransmis à la télévision par CBS.
Sponsorisé par la société Kellogg's Frosted Flakes (en) dont la mascotte est Tony The Tiger (en), le match est officiellement dénommé le 2024 Tony the Tiger Sun Bowl.
Louisville remporte le match sur le score de 35 à 34.

## Présentation du match
Il s'agit de la 1re rencontre entre les deux équipes.
| Équipes                                                                         | Logos | Couleurs | Conférences | Entraîneurs                  | Stats. saison rég. | Classements avant le bowl | Classements avant le bowl | Classements avant le bowl |
| ------------------------------------------------------------------------------- | ----- | -------- | ----------- | ---------------------------- | ------------------ | ------------------------- | ------------------------- | ------------------------- |
| Équipes                                                                         | Logos | Couleurs | Conférences | Entraîneurs                  | Stats. saison rég. | CFP                       | AP                        | Coaches                   |
| Cardinals de Louisville                                                         |       |          | AAC         | Jeff Brohm (2e saison)       | 8 - 4              | NC                        | NC                        | NC                        |
| Huskies de Washington                                                           |       |          | B10         | Jedd Fisch (en) (1re saison) | 6 - 6              | NC                        | NC                        | NC                        |
| - Arbitre : Hank Johns (Big 12) - Équipe donnée favorite par les bookmakers : ? |       |          |             |                              |                    |                           |                           |                           |

### Cardinals de Louisville
Louisville e termine la saison régulière avec un bilan de 8 victoires et 4 défaites (5-3 en matchs de conférence). Les Cardinals ont rencontré 3 équipes classées dans le Top 25 de l'AP, comptant 1 victoire (33 à 21 contre #11 Clemson) et 2 défaites (24 à 31 contre #16 Notre Dame, 45 à 52 contre # 6 Miami (FL)).
Ils terminent la saison régulière classés 4e de la Atlantic Coast Conference à égalité avec #21 Syracuse, Georgia Tech et Duke, derrière #10 SMU, #16 Clemson et #13 Miami (FL).
À l'issue de la saison 2024 (bowl non compris), ils sont n'apparaissent pas dans les classements CFP, AP et Coaches.
Le quarterback Harrison Bailey (en) remplace le titulaire de la saison, Tyler Shough (en), ayant déclidé de ne pas jouer afin de se préserver pour la prochaine draft de la NFL. Il est imité en ce sens par le WR Ja'Corey Brooks (en), les DL Ashton Gillotte (en) et Quincy Riley (en).
Il s'agit de leur 2e participation au Sun Bowl le 27e bowl de leur histoire (13 victoires, 12 défaites et 1 nul) :
| Saisons | Dates            | Vainqueurs | Scores  | Finalistes | Bilan   |
| ------- | ---------------- | ---------- | ------- | ---------- | ------- |
| 1958    | 1er janvier 1958 | Louisville | 34 - 20 | Drake      | V : 1-0 |

### Huskies de Washington
Washington e termine la saison régulière avec un bilan de 6 victoires et 6 défaites (4-5 en matchs de conférence). Les Huskies ont rencontré 4 équipes classées dans le Top 25 de l'AP comptant 1 victoire (27 à 17 contre #10 Michigan) et 3 défaites (17 à 31 contre #13 Indiana, 6 à 35 contre # 6 Penn State, 21 à 49 contre #1 Oregon).
Ils terminent la saison régulière classés 9e de la  Conference à égalité avec USC et Rutgers.
À l'issue de la saison 2024 (bowl non compris), ils n'apparaissent pas dans les classements CFP, AP et Coaches.
Le LB freshman Khmori House a rejoint via le portail des transferts North Carolina et ne participe pas au Sun Bowl. Le titulaire au poste de quarterback est le freshman Demond Williams Jr. (en), celui-ci ayant déjà remplacé le titulaire habituel, Will Rogers (en), lors du dernier matc de la saison joué contre Oregon (défaite 49-21).
Il s'agit de leur 5e participation au Sun Bowl et le 43e bowl de leur histoire (20 victoires, 21 défaites et 1 nul) :
| Saisons | Dates            | Vainqueurs     | Scores  | Finalistes     | Bilan   |
| ------- | ---------------- | -------------- | ------- | -------------- | ------- |
| 1979    | 22 décembre 1979 | #13 Washington | 14 - 07 | #11 Texas      | V : 1-0 |
| 1986    | 25 décembre 1986 | #13 Alabama    | 28 - 06 | #12 Washington | D : 1-1 |
| 1995    | 29 décembre 1995 | Iowa           | 38 - 18 | #20 Washington | D : 1-2 |
| 2002    | 31 décembre 2002 | Purdue         | 34 - 24 | Washington     | D : 1-3 |